# John Constantine
John Constantine (/ˈkɒnstəntaɪn/) (còn được gọi là Hellblazer) là một nhân vật hư cấu xuất hiện trong sách truyện tranh của Mỹ. Nhân vật lần đầu tiên xuất hiện trong The Saga of the Swamp Thing No. 37 (tháng 6 năm 1985), được tạo bởi Alan Moore, Steve Bissette và John Totleben. Anh đóng vai trò là nhân vật chính trong truyện tranh Batman
(1988–13), Constantine (2013–15), Constantine: The Hellblazer (2015–16), và The Hellblazer (2016–).